# Web開放字型格式
Web开放字体格式（Web Open Font Format，简称WOFF）是一種網頁所採用的字體格式標準。此字体格式发展于2009年，由万维网联盟的Web字体工作小组标准化，現在已經是推荐标准。此字體格式不但能夠有效利用壓縮來減少檔案大小，並且不包含加密也不受DRM（數位著作權管理）限制。
在2010年4月8日，Mozilla基金会、Opera软件公司和微软提交WOFF之后，万维网联盟发表评论指，希望WOFF不久能成为所有浏览器都支持的、“单一、可互操作的（字体）格式”。2010年7月27日，万维网联盟将WOFF作为工作草案发布。2018年3月发布2.0版。

## 规格
WOFF本质上是包含了基于SFNT的字体（如TrueType、OpenType或其他开放字体格式），且这些字体均经过WOFF的编码工具压缩，以便嵌入网页中。WOFF 1.0使用zlib压缩，文件大小一般比TTF小40%。而WOFF 2.0使用Brotli压缩，文件大小比上一版小28%～29%。

## 支持
以下浏览器支持 WOFF：：
- Mozilla Firefox3.6版。[14]
- Google Chrome则自6.0起就支持WOFF。[15]
- 微软自第三个platform review版本的Internet Explorer 9起，就对WOFF添加了全部的支持。[16]
- Konqueror since KDE 4.4.1。[17]
- Presto自2.7.81起支持WOFF。[18]
- WebKit浏览器支持WOFF[19][20]，Safari自5.1起支持WOFF[21][22]。

以下浏览器支持 WOFF 2.0：
- Google Chrome（自36版本起）[23]
- Edge（自14版本起）[24]
- Opera（自26版本起）[25]
- Firefox（自35版本起）[26]
- Safari（自10版本起）[27]

## 外部連結
- The Web Open Font Format (WOFF) （页面存档备份，存于） Mozilla Developer Neteork
- Web Open Font Format for Firefox 3.6 （页面存档备份，存于）
- 提供中文 Web Fonts 服務廠商
  - justfont 就是字 中文字型Web Fonts服務 （页面存档备份，存于）
  - 文鼎科技 iFontCloud 雲端字型服務 （页面存档备份，存于）
  - 華康 Dyna Font Online DFO網路字型服務 （页面存档备份，存于）
  - 方正云字库 （页面存档备份，存于）